# Statul Independent al Macedoniei

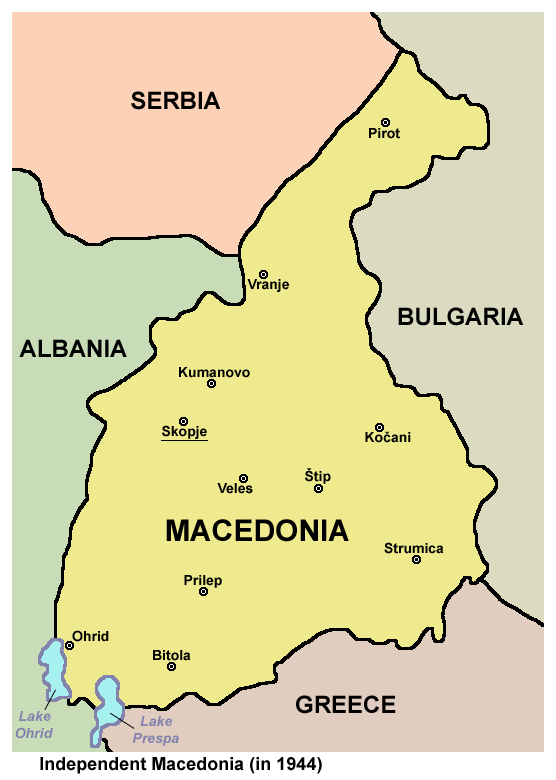

Statul Independent al Macedoniei (în macedoneană Независна република Македонија, bulgară Независима република Македония,) a fost un stat marionetă fascist în Europa. A fost format în septembrie 1944 după ce liderul Organizației Revoluționare Interne Macedoneane (ORIM) a soluționat problema macedoneană cu crearea unui mare stat macedonean pro-bulgar. Din punct de vedere geografic cuprindea toată regiunea Macedoniei.
După ce România a părăsit forțele Axei, Uniunea Sovietică a putut pătrunde pe teritoriul Bulgariei. Pe 8 septembrie 1944, Bulgaria a trecut și ea de partea Aliaților, iar pe 9 septembrie, Frontul pentru Patrie a răsturnat fostul guvern bulgar. În Macedonia, trupele bulgare au fost încercuite și împinse spre granițele interbelice ale Bulgariei.
Ivan Mihailov a revenit în orașul Skopje, reocupat de germani, care sperau să poată crea un nou stat macedonean pro-nazist condus de el. Mihailov a vizitat și Sofia încercând să negocieze cu guvernul bulgar. Spunând că războiul este pierdut pentru Germania, Mihailov a refuzat președinția noului stat și a plecat în Italia. După o perioadă de anarhie, primarul orașului Skopje, Spiro Kitanev, a preluat, de facto, funcția de premier. El a coordonat relațiile dintre vechile autorități pro-bulgare, armata germană, armata bulgară și partizanii iugoslavi în perioada septembrie - octombrie 1944. În mijlocul lui noiembrie comuniștii au preluat controlul asupra Macedoniei.